# 김미숙 (노동운동가)
김미숙(1968년 ~)은 대한민국의 노동운동가이다. 충북 영동군에서 태어났다. 구미시에서 공장 노동자로 일했으며 2018년 태안화력발전소 사고 피해자 김용균씨의 어머니로 산업재해로 사망한 아들을 위해 김용균재단을 만드는 등 노동운동하여 노회찬상 등의 상을 받았다.

## 같이 보기
- 이소선